# Crepidula cymbaeformis
Crepidula cymbaeformis is een slakkensoort uit de familie van de Calyptraeidae. De wetenschappelijke naam van de soort is voor het eerst geldig gepubliceerd in 1844 door Conrad.